# میترا داور

## زندگی‌نامه
میترا داور نویسنده و رمان‌نویس ایرانی است که بیشتر به خاطر داستان‌های کوتاه و رمان‌هایش شناخته می‌شود. آثار او به موضوعات زندگی روزمره و مسائل معاصر شهری می‌پردازند. میترا داور چندین مجموعه داستان کوتاه و رمان به زبان فارسی منتشر کرده است که بسیاری از آن‌ها در ایران مورد توجه و نقد مثبت قرار گرفته‌اند.
میترا داور همچنین به عنوان ویراستار و پژوهشگر شناخته می‌شود و در زمینه ادبیات معاصر ایران و مطالعات فرهنگی فعالیت داشته است. آثار او شامل داستان‌های تخیلی، مقاله‌ها و پروژه‌های ویرایشی است که به موضوعات هویت، جامعه و مدرنیته می‌پردازد. در سال ۱۳۸۸، شماره ویژه‌ای به معرفی و تحلیل زندگی و آثار ادبی او اختصاص یافت که توسط علیرضا ذبحق ویرایش شد و نقش مهم وی را در گفتمان فرهنگی ایران برجسته ساخت.
او در «دانشنامه زنان فرهنگ‌ساز ایران و جهان» برای مشارکت‌های ادبی و فرهنگی‌اش شناخته شده است. داستان کوتاه او با عنوان «تمرین شب» در سال ۱۳۷۶ در مجله علمی «مطالعات ایران» منتشر شد که نشان‌دهنده توجه او به موضوعات حافظه و هویت است.
چندین داستان کوتاه او در کتاب «شعرشناسی مدرنیته و خوانش فمنیستی» اثر منتقد ادبی جواد اسحاقیان تحلیل شده است که نشان‌دهنده توجه علمی به تم‌ها و سبک روایی او است.
آخرین مجموعه داستان کوتاه او با عنوان «قفسهٔ دوم» (۲۰۲۵) توسط امیر مرعشی به انگلیسی ترجمه شده است. وی در رسانه‌ها و محافل ادبی ایران به‌خاطر تأثیرش بر داستان‌نویسی معاصر فارسی مورد توجه قرار گرفته است.

## جوایز و افتخارات
- داستان کوتاه «قطار در حال حرکت»

نامزد دریافت چهاردهمین جایزه ادبی پروین اعتصامی، یکی از معتبرترین جوایز ادبی فارسی.
- مجموعه داستان «بالای سیاهی آهوست»

جزو ۱۲۰ مجموعه داستان برتر بیست سال اول پس از انقلاب ایران، پروژه‌ای تحت نظارت وزارت فرهنگ و ارشاد اسلامی.
- رمان «صندلی کنار میز»

نامزد نهایی جایزه ادبی یلدا و مورد تقدیر بنیاد هوشنگ گلشیری.
آثار میترا داور به طور منظم در مجلات ادبی ایران منتشر شده و در نقدهای ادبی معاصر فارسی به طور گسترده مورد بحث قرار گرفته است.